# Alagilles syndrom
Alagilles syndrom, även kallat arteriohepatisk dysplasi efter dess påverkan på blodkärl och lever, är ett syndrom som yttrar sig i en kombination av olika symtom som kan variera mycket mellan individer. Vanligtvis drabbas lever, hjärta, njurar och ögon, men så många som 50 %  är helt symtomfria. Alagilles syndrom är autosomalt dominant nedärvt och prevalensen är ungefär 2 per 100 000 invånare. Behandlingen som finns tillgänglig i dag är inte botande utan består av regelbundna kontroller för att kunna följa sjukdomens utveckling samt behandling av de aktuella symtomen.